# 斯蒂芬·穆爾漢

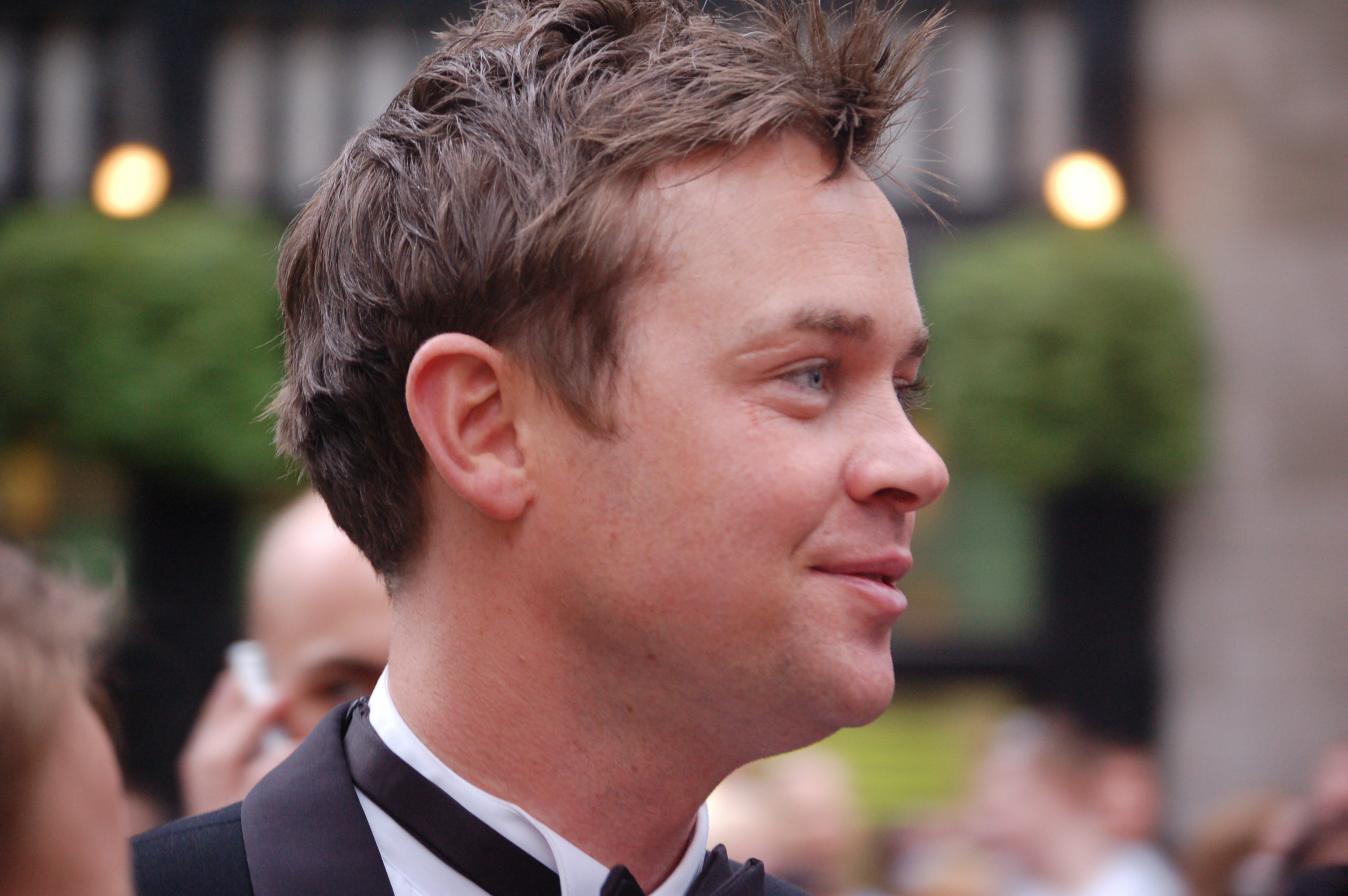
斯蒂芬·穆爾漢

斯蒂芬·穆爾漢（英語：Stephen Mulhern；1977年4月4日—）是英國的一位電視節目主持人。他主要在獨立電視台主持節目。自從2007年以來，他就是ITV2的英國更多達人秀的主持人。他也擅長魔術表演。